# Фтероти
Фтероти (грч. Φτερωτή) је приморско насељено место у општини Ситонија у периферији Средишња Македонија, Грчка. Према попису из 2021. године био је 1 становник.
Насеље је подигнуто седамдесетих година 20. века и први пут се помиње на попису из 1981. године са 12 становника.